# 3313 Mendel
3313 Mendel è un asteroide della fascia principale. Scoperto nel 1980, presenta un'orbita caratterizzata da un semiasse maggiore pari a 2,6539361 UA e da un'eccentricità di 0,1338392, inclinata di 11,41227° rispetto all'eclittica.
L'asteroide è dedicato al biologo ceco Gregor Mendel.